# جيمس وير (محامي)
جيمس وير (بالإنجليزية: James Ware)‏ هو قاضي ومحامي أمريكي، ولد في 2 نوفمبر 1946 في برمنغهام في الولايات المتحدة.